# Bopha!
 Bopha! és una pel·lícula estatunidenca de 1993 dirigida per Morgan Freeman. És l'adaptació d'una obra teatral de Percy Mtwa de 1986.

## Argument
Glover interpreta Micah Mangena, un policia negre a Sud-àfrica durant l'era de l'apartheid. Micah és dur però sincer, i creu que fa el millor per la seva gent. És un sergent, amb un oficial superior blanc i amb una força principalment negra. Entrena nous reclutes, tots ells negres. El seu fill Zweli Mangena és en una posició difícil - Micah vol que es converteixi en un policia i seguir el seu exemple. Zweli estima el seu pare, però té dubtes sobre si està bé seguir els seus passos.
Els esdeveniments històrics a penes es veuen, encara que òbviament tenen una influència. El 1986, quan s'escrivia l'obra Nelson Mandela era encara a la presó. El 1993, quan s'estrenava el film, era lliure però el futur era encara molt incert. Bopha en parla poc d'aquests temes. La trama té lloc en un municipi petit amb gent que no ha sentit parlar del món exterior.

## Repartiment
- Danny Glover: Micah Mangena
- Malcolm McDowell: De Villiers
- Alfre Woodard: Rosie Mangena
- Maynard Eziashi: Zweli Mangena
- Malick Bowens: Pule Rampa
- Gift Burnett: Philomen
- Fidelis Cheza: Josiah Machikano
- Michael Chinyamurindi: Solomon
- Marius Weyers: Van Tonder

## Banda original
1. »Piri wango iya», Escrita i interpretada per Geoffrey Oryema
2. "No Money no Life», Escrita per Cosmos Chidumule, interpretada per Remmy Ongala & Orchestre Super Matimila
3. «Sham Bam Overture», Escrita per Paul Delph & Ric Blair
4. «African Afternoon», Escrita per Paul Delph & Ric Blair, interpretada per Paul Delph, Ric Blair & Doug Webb
5. «Juja» Escrita i interpretada per Michael Travis
6. «Senzen Na»
7. «Siyaya Epitoli»
8. «Mayibuye Iafrika»
9. «Tate Ge Ke Sepela»
10. «Hayo Inyhweba Abayo»
11. «Amandla!»,música de James Horner, lletra de Sam Phillips

## Al voltant de la pel·lícula
- És la primera pel·lícula com a director de Morgan Freeman.
- La pel·lícula ha estat rodada a Goromonzi i a Harare a Zimbabwe.
- La pel·lícula es va presentar el 1993 al Festival Internacional de Cinema de Toronto.